# آرزو حکیمی مقدم
آرزو حکیمی مقدم (متولد ۲۹ فروردین ۱۳۷۴ در همدان)، وی در سال ۱۳۹۰ به تیم ملی قایقرانی ایران پیوست. جوان‌ترین کایاک سوار دختر ایران است.
او یک مدال برنز در بازی‌های آسیایی ۲۰۱۴ و یک مدال طلا، یک مدال نقره و دو مدال برنز در قهرمانی آسیا ۲۰۱۷ شانگهای و همچنین مقام چهارم در رقابت‌های جوانان جهان در آلمان ۲۰۱۱ کسب کرده‌است. آرزو حکیمی توانسته‌است برای نخستین بار یک کایاک سوار دختر ایرانی باشد که به‌طور همزمان در دو مسافت این رشته به فینال A مسابقات جهانی راه یابد.

## المپیک
او با ۱۷ سال سن جوان‌ترین ورزشکار ایرانی در مسابقات المپیک ۲۰۱۲ لندن و نخستین بانوی قایقران ایرانی (در رشته کایاک) در المپیک بود. سولماز عباسی و آرزو حکیمی تا روزهای آخر نمی‌دانستند آیا فدراسیون قایقرانی ایران به دلیل تعلیق، اجازه شرکت در المپیک ۲۰۱۲ را خواهد داشت یا خیر. آرزو در کانو ۲۰۰ متر در گروهش آخر شد و در ۵۰۰ متر نیز همین نتیجه را تکرار کرد.